# Nikita Maljarov
Nikita Anatol'evič Maljarov (in russo Никита Анатольевич Маляров?; Mosca, 23 ottobre 1989) è un calciatore russo, centrocampista del Čajka Pesčanopskoe.